# Gjesvær
Gjesvær är ett fiskeläge i Nordkapps kommun i Finnmark fylke i norra Norge. Orten ligger vid änden av fylkesväg 8038, på den nordvästra delen av ön Magerøya.